# 汉白杨
汉白杨（学名：Populus ningshanica）是杨柳科杨属的植物，是中国的特有植物。分布在中国大陆的陕西、湖北等地，生长于海拔820米的地区，多生在林中、山麓和沟谷地带，目前尚未由人工引种栽培。

## 别名
大白杨（陕西） 骚白杨（湖北）